# Herb Narwy

Herb Narwy przedstawia na tarczy herbowej dwie, umieszczone jedna nad drugą, ryby srebrne (szare), z których górna jest zwrócona w stronę prawą (heraldycznie), a dolna w lewą. Na rybami znajduje się miecz wzniesiony, skierowany w stronę lewą, a pod nimi szabla skierowana w tę samą stronę co miecz. W rogach tarczy znajdują się białe koła. Całość znajduje się na ciemnoniebieskim tle.
W obecnej formie herb przyjęto 24 lipca 1992 roku.